# FK Kasachmys Satpajew
Der FK Kasachmys Satpajew (russisch ФК Казахмыс Сатпаев) ist ein zurzeit inaktiver kasachischer Fußballverein aus Sätbajew.

## Geschichte
Der Verein wurde 2006 gegründet und belegte in seiner ersten Saison den fünften Platz in der kasachischen zweiten Liga. In den Jahren 2007 und 2008 gewann die Mannschaft die zweite Liga. Aufgrund finanzieller Schwierigkeiten verzichtete das Team nach der ersten Meisterschaft auf die Teilnahme an der Premjer-Liga. Für die Saison 2009 wurde die finanzielle Unterstützung des Bergbauunternehmens Kazakhmys gesichert und der Verein stieg auf. Nach der enttäuschenden Spielzeit 2009 stieg das Team aus der Premjer-Liga ab.
Am 25. Mai 2011 zog sich der Verein wegen finanziellen Schwierigkeiten vom Spielbetrieb zurück.

## Stadion
Der Verein trägt seine Heimspiele im 2.300 Zuschauer fassenden Kasachmysstadion aus.

## Erfolge
- Kasachische zweite Liga:
  - Meister: 2007, 2008